# Eclissi solare del 24 giugno 1778
L'Eclissi solare del  24 giugno 1778, di tipo totale, è un evento astronomico che ha avuto luogo il suddetto giorno attorno alle ore 15:34 UTC. La durata della fase massima dell'eclissi è stata di 5 minuti e 52 secondi e l'ombra lunare sulla superficie terrestre raggiunse una larghezza di 255 km.
L'eclissi totale era visibile in un percorso attraverso il Messico, negli Stati Uniti sudorientali e si è conclusa attraverso l'Africa settentrionale.  

## Osservazioni documentate

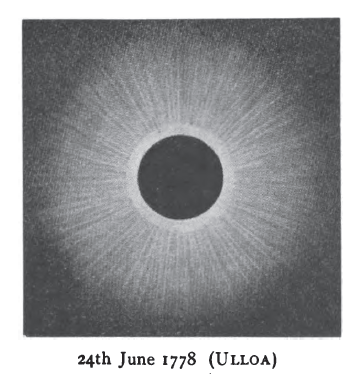
Immagine ripresa dall'astronomo e scienziato Antonio de Ulloa

Questa è stata la prima eclissi solare totale registrata negli Stati Uniti. L'ombra è passata dalla Bassa California al New England. Secondo Thomas Jefferson, l'eclissi in Virginia fu coperta dalle nuvole. Il generale George Rogers Clark e i suoi uomini hanno osservato l'eclissi mentre attraversavano le cascate dell'Ohio diretti a Kaskaskia durante la campagna dell'Illinois, considerandola di buon auspicio.
Le truppe statunitensi che marciavano a sud attraverso la Georgia nel tentativo fallito di invadere la Florida orientale britannica registrarono successivamente l'evento. Questa eclissi solare è durata quattro minuti nel medio Atlantico e negli Stati del New England.

## Eclissi correlate

### Eclissi solari 1921 - 1924
Questa eclissi è un membro di una serie semestrale. Un'eclissi in una serie semestrale di eclissi solari si ripete approssimativamente ogni 177 giorni e 4 ore (un semestre) in nodi alternati dell'orbita della Luna.

### Ciclo di Saros 133
L'evento fa parte del ciclo di Saros 133, che si ripete ogni 18 anni, 11 giorni e comprendente 72 eventi di eclissi. La serie è iniziata con un'eclissi solare parziale il 13 luglio 1219. Contiene eclissi anulari dal 20 novembre 1435 al 13 gennaio 1526, con un'eclissi ibrida il 24 gennaio 1544. Comprende eclissi totali dal 3 febbraio 1562 fino al 21 giugno 2373. La serie termina al membro 72 con un'eclissi parziale il 5 settembre 2499. La durata più lunga della totalità è stata di 6 minuti e 49 secondi il 7 agosto 1850. Tutte le eclissi di questa serie si verificano nel nodo ascendente della Luna.